# Bollmannia umbrosa
Bollmannia umbrosa és una espècie de peix de la família dels gòbids i de l'ordre dels cipriniformes que es troba a Panamà.